# Café Sommersko
Café Sommersko er en café beliggende i København. Caféen var oprindeligt beliggende i Kronprinsensgade i Indre By og var den første café i Norden af parisisk karakter.
Caféen, der åbnede 11. juni 1976, blev grundlagt af kunstneren Kenn André Stilling samt brødrene Jørgen og Søren Bro. De mente, at der manglede et mødested for kunstnere i byen. Den blev dog hurtigt et mødested for københavnere i almindelighed. Cafeen er renoveret, men fremstår stort set som dengang. Karakteristisk er blandt andet det røde nappabetræk på stolene. Menukortet er overvejende inspireret af det franske køkken.
Navnet "Sommersko" havde brødrene taget med fra Søndervig hvor de i start 70'erne havde et diskotek af samme navn i tilknytning til deres fars badehotel, Søndervig Vesterhavsbad.[kilde mangler]
Brødrene Bro købte i 1980'erne Stilling ud af Cafe Sommersko. I 1988 døde Søren Bro, og i 2003 døde Jørgen Bro.
I efteråret 2010 gik selskabet bag cafeen konkurs, og nye ejere (Bahram Sari Beliverdi gennem investeringsselskabet Property And Restaurant Group Invest ApS) overtog stedet. Caféen lukkede i august 2017. 
En ny café med navnet Café Sommersko åbnede i 2024 i nye lokaler i Palægade.